# Galax – Prinz der Sterne
Galax – Prinz der Sterne (frz. Tärhn – Prince des étoiles) ist eine frankobelgische Science-Fiction-Comicserie, die von Bernard Dufossé getextet und gezeichnet wurde. Die Geschichten erschienen von 1979 bis 1987.

## Inhalt
Galax, Prinz vom Planeten Plessa, wuchs auf der Erde auf. Da er telepathische Fähigkeiten hat, wird er von Prinz Arnak entführt und nach Plessa verbracht, damit dieser dessen Fähigkeiten für sich nützen kann. Jedoch besteigt Galax selbst den Thron und erhält so übernatürliche Fähigkeiten. Er verzichtet jedoch auf den Thron und begibt sich mit seiner Freundin Beverly, dem Piloten Preford und der Außerirdischen Gwendoline auf Abenteuer-Reise ins Weltall.

## Veröffentlichung
Die ersten Kapitel erschienen 1979 im Magazin Djin. Im selben Jahr begann Glénat die Alben-Veröffentlichung. Die weiteren Geschichten wurden im Magazin Triolo vorveröffentlicht. In Deutschland veröffentlichte der Bastei-Verlag die ersten vier Bände von 1984 bis 1985.

## Albenausgaben
- 1. Tärhn, prince des étoiles (1979) (dt. Irrfahrt durch die Zeit)
- 2. Klystar, planète océan (1980) (dt. Der versunkene Kontinent)
- 3. Bataille pour Staroth (1980) (dt. Der Rächer von Plessa)
- 4. Planète oubliée (1981) (dt. Im Bann der Raum-Piratin)
- 5. Syruls, menace pour la Terre (1981)
- 6. La Cité du ciel (1982)
- 7. Les Rêves d’Yscher (1983)
- 8. Siann Au-delà des ténèbres (1984)
- 9. Au-delà des ténèbres : Athana (1987)